# Sugano Kenichi
Kenichi Sugano (sinh ngày 8 tháng 8 năm 1971) là một cầu thủ bóng đá người Nhật Bản.

## Sự nghiệp câu lạc bộ
Kenichi Sugano đã từng chơi cho Kashiwa Reysol, Kawasaki Frontale, Mito HollyHock và Gunma FC Horikoshi.